# Kyrkomötet 2014–2017
Kyrkomötet 2014–2017 var från 2014 till 2017 kyrkomötet (mandatperiod) i Svenska kyrkan. Det ersatte kyrkomötet 2010–2013. Kyrkomötet bestod av 251 ledamöter i 12 nomineringsgrupper som valdes under kyrkovalet i Svenska kyrkan 2013.

## Presidium
- Karin Perers, ordförande
- Levi Bergström, första vice ordförande
- Carina Etander Rimborg, andra vice ordförande[1]

### Kyrkostyrelsen
- Ärkebiskopen, ordförande
- Wanja Lundby-Wedin, första vice ordförande
- Mats Hagelin, andra vice ordförande
- Lars Johnsson
- Nils Gårder
- Erik Sjöstrand
- Anna Lundblad Mårtensson
- Birgitta Halvarsson
- Olle Burell
- Marta Axner
- Cecilia Brinck
- Sven Kragh
- Ulla Rickardsson
- Karl-Gunnar Svensson
- Erik Muhl[2]